# Мошево (Пермский край)
Мошево — деревня в составе Краснокамского городского округа в Пермском крае России. До 2018 года входила в Майское сельское поселение Краснокамского района. После упразднения обоих муниципальных образований вошла в состав образованного муниципального образования Краснокамского городского округа.

## История
В начале XX века вблизи Мошево велось строительство железной дороги от станции Григорьевская до Нытвенского железоделательного завода. Под полотно на болотистой местности была необходима высокая насыпь, камни для которой добывались в ближайшей Мошевской горе. В её штольнях строители обнаружили кварцит.
В период гражданской войны, в 1918—1919 годах, окрестности Мошево были местом боевых столкновений между красными и белыми. На главной Мошевской горе стояла артиллерийская батарея, которую бойцы Красной армии брали в течение нескольких дней. В горных выработках были устроены военные склады, взорванные белыми при отступлении. Краеведы утверждают что в заваленных шахтах могло остаться золото, награбленное чешским генералом Гайдой.
В 1957 году на перегоне движения поездов Чайковская — Сукманы (район 13-го километра у площадки Мошево) режиссёр Фёдор Филиппов снимал некоторые эпизоды художественного фильма «По ту сторону». Параллельно основной железнодорожной ветке кинематографисты уложили три дополнительных звена пути и поставили настоящий бронепоезд, а некоторые местные жители поучаствовали в массовках.
В 1970-е годы на месте братской могилы бойцов Красной армии, на вершине горы, на средства комсомольцев краеведы поставили бетонную стелу.
Летом 1985 года у подножия горы стоял исследовательский лагерь геологов. Неизвестно, что им удалось обнаружить, но по окончании работ был оставлен плакат: «Месторождение охраняется государством. Разработка запрещена, преследуется по закону».

## География
Деревня расположена на расстоянии примерно 11 километров на запад от города Краснокамск у железнодорожной ветки Чайковская — Нытва. На восток от деревни, между линией железной дороги и рекой Сюзьва расположена проектная особо охраняемая природная территория (ООПТ) местного значения — охраняемый ландшафт «Сюзьвенское (Мошевское) болото» с расчётным сроком перевода в статус ООПТ 2019—2038 годы.

## Население
Постоянное население составляло 40 человек в 2002 году, 19 человек в 2010 году. Кроме того, в летний период в деревне проживает большое количество дачников.
Согласно результатам переписи 2002 года, в национальной структуре населения русские составляли 92 %.

## Транспорт
Остановка пригородного поезда по маршруту Чайковская — Нытва (до 1997 года).